# 12893 Mommert
12893 Mommert è un asteroide della fascia principale. Scoperto nel 1998, presenta un'orbita caratterizzata da un semiasse maggiore pari a 2,8289133 UA e da un'eccentricità di 0,0671208, inclinata di 2,32637° rispetto all'eclittica.